# 創造
創造（そうぞう）とは、新しいものを産み出すこと。創作や発明、あるいは新しい考え方など、オリジナリティの強いものに対し使うことが多い。

## 神話と宗教における創造
いくつかの神話や宗教では、世界は超常的な存在（神など）により創造されたものだとされる。

### アブラハムの宗教における創造
アブラハムの宗教（ユダヤ教・キリスト教・イスラム教）では、創造は教義・教理の1つである。

#### キリスト教における１つの解釈
創造という教理は旧約、新約を問わず何度も取り上げられている。創世記の1章1節からすでに「初めに、神は天地を創造された。」とある。
この教理の出発点ともいえる聖句はヘブライ人への手紙11章3節の「信仰によって、わたしたちは、この世界が神の言葉によって創造され、従って見えるものは、目に見えているものからできたのではないことが分かるのです。」という箇所である。「創造は神の啓示によるものであり、信仰の観点からしか悟ることができない」という意味である。つまりこの業は隠されており、明白なものではない。さらに、神の「言葉」によってなされたということや、「無からの創造」（ロマ4:17）であったことが分かる。
この業は、父なる神（申32：6、イザ44：24）、イエス・キリスト（ヨハ1：3、コロ1：16）、聖霊（創1：2、詩104：30）に帰されている。現存する宗派の多くでは、これらは別々のものではなく、三位一体のものであるとされる。

#### イスラム教
イスラム教の聖典「クルアーン」では、創造に関連して、繰り返し「كُن فَيَكُونُ（クン・ファヤクーヌ）」という言葉が現れる。

## 創造力
もちろん、創造性については多くの研究がある。創造性は、新しい分野に挑戦し、変化を求める際に、無能感に怯えないことと関連している。したがって、社会的な協調性の欠如や非集団性の傾向は、新しい経験に対する開放性と同様に、高い創造性と関連している。
短期記憶が苦手な人は、情報を保存するワーキングメモリを過去の経験に譲り、今目の前にある一見無関係な現象と過去の出来事の間につながりを発見する傾向がある。新しいことを学ぶのが遅い人は、新しいことを学ぶのが早い人よりも、その学習過程から思いがけない発見をしやすい。
ハーバード大学医学部によると、環境音楽を聴きながら仕事をすることと創造性が高まることに相関があり、逆に環境音楽以外の音楽を聴くと創造性が著しく損なわれるという不思議な現象が起きているそうである。
BBCニュースによると、創造力を育むには「退屈な時間」が重要と指摘されている。